# Левін Рувим Якович
Рувим Якович Левін (1898, Крупки, Могилевська губернія, Російська імперія — 30 жовтня 1937, Москва, РРФСР) — радянський державний діяч, голова Держплану РРФСР (1929–1930) і Промбанку СРСР (1936–1937).

## Біографія
З 1915 року член РСДРП (б). У 1915–1916 роках навчався в Могилівському учительському інституті.
З вересня 1917 по липень 1918 року був заступником голови Виконавчого комітету Царицинської міської Ради.
З липня 1918 р. після загибелі Якова Зельмановича Ермана став головою виконавчого комітету Царицинської міської Ради.
З вересня 1918 по травень 1920 р. був головою Царицинського губернського комітету РКП (б).
З січня 1921 по червень 1922 — голова виконавчого комітету Ярославської губернської Ради.
У 1922 році призначений помічником начальника управління податками та державними доходами Народного комісаріату фінансів РРФСР. У 1924 р. стає начальником цього управління.
У 1924–1929 роках — заступник Народного комісара фінансів РРФСР.
З 13 березня по 18 липня 1929 р. — голова Організаційного комітету Президії ВЦВК по Північному краю.
З 18 липня 1929 по 31 жовтня 1930 р. — голова Державної планової комісії при Економічній Раді РРФСР.
У 1929–1930 роках — член Президії Державної планової комісії при РНК СРСР.
У 1930–1937 роках — заступник Народного комісара фінансів СРСР.
До липня 1937 р. був керуючим Банком фінансування капітального будівництва промисловості, транспорту і зв'язку СРСР (Промбанк).
31 липня 1937 року заарештований, звинувачений в участі в антирадянській терористичній організації. 30 жовтня 1937 р. був розстріляний в Москві.
Реабілітований посмертно 7 квітня 1956 року ухвалою Воєнної колегії Верховного суду СРСР.